# Diospyros micrantha
Diospyros micrantha är en tvåhjärtbladig växtart som beskrevs av Noel Yvri Sandwith. Diospyros micrantha ingår i släktet Diospyros och familjen Ebenaceae. Inga underarter finns listade i Catalogue of Life.